# Ralph Leggett Place
Ralph Leggett Place – obszar niemunicypalny w Mendocino County, w Kalifornii (Stany Zjednoczone), na wysokości 619 m.